# Cytinus hypocistis
Cytinus hypocistis är en tvåhjärtbladig växtart. Cytinus hypocistis ingår i släktet Cytinus och familjen Cytinaceae.
Blomman är vit till blekt ljus-rosa.

## Underarter
Arten delas in i följande underarter:
- C. h. canariensis
- C. h. clusii
- C. h. hypocistis
- C. h. lutescens
- C. h. macranthus
- C. h. subexsertum

## Bildgalleri

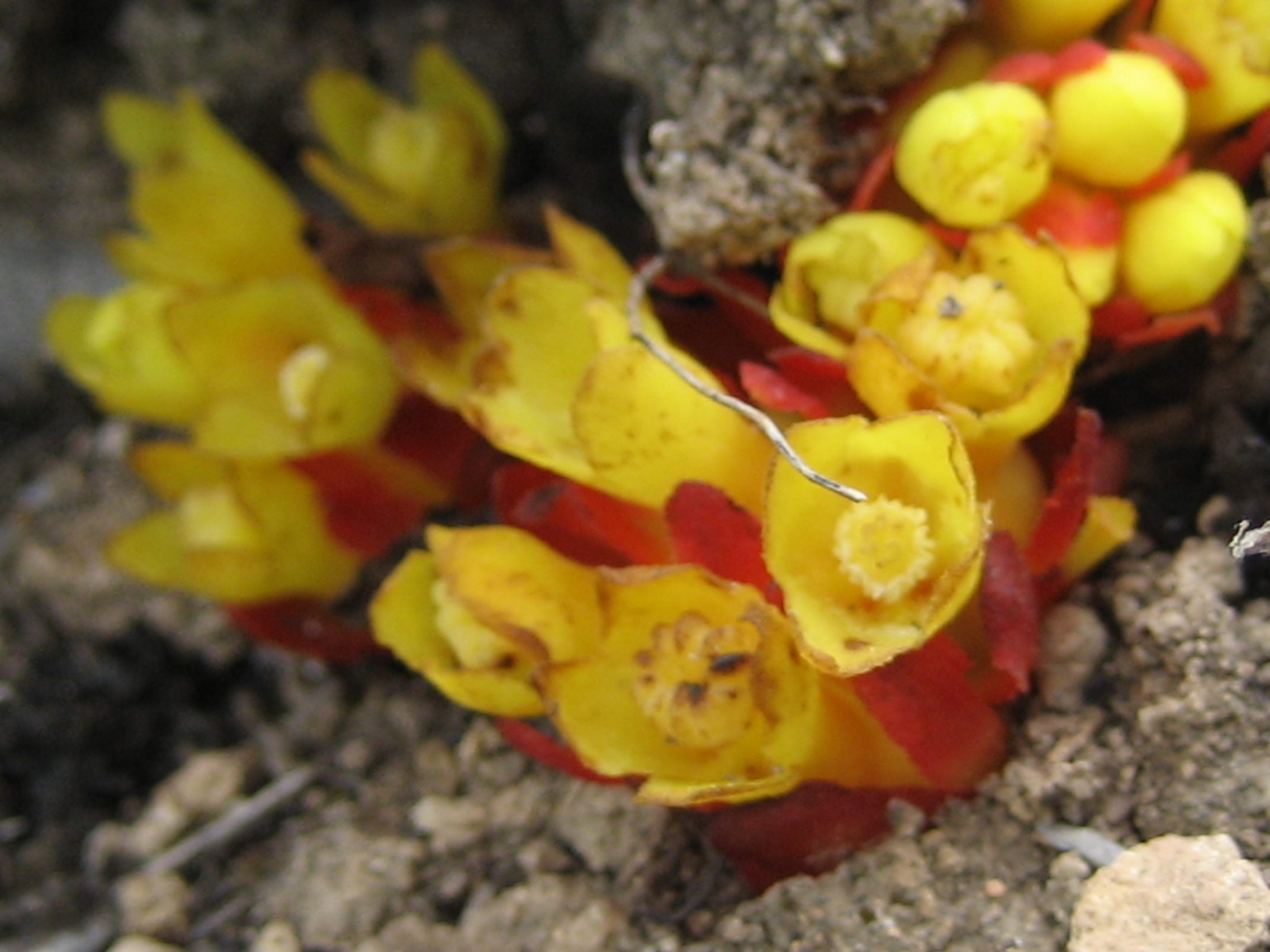
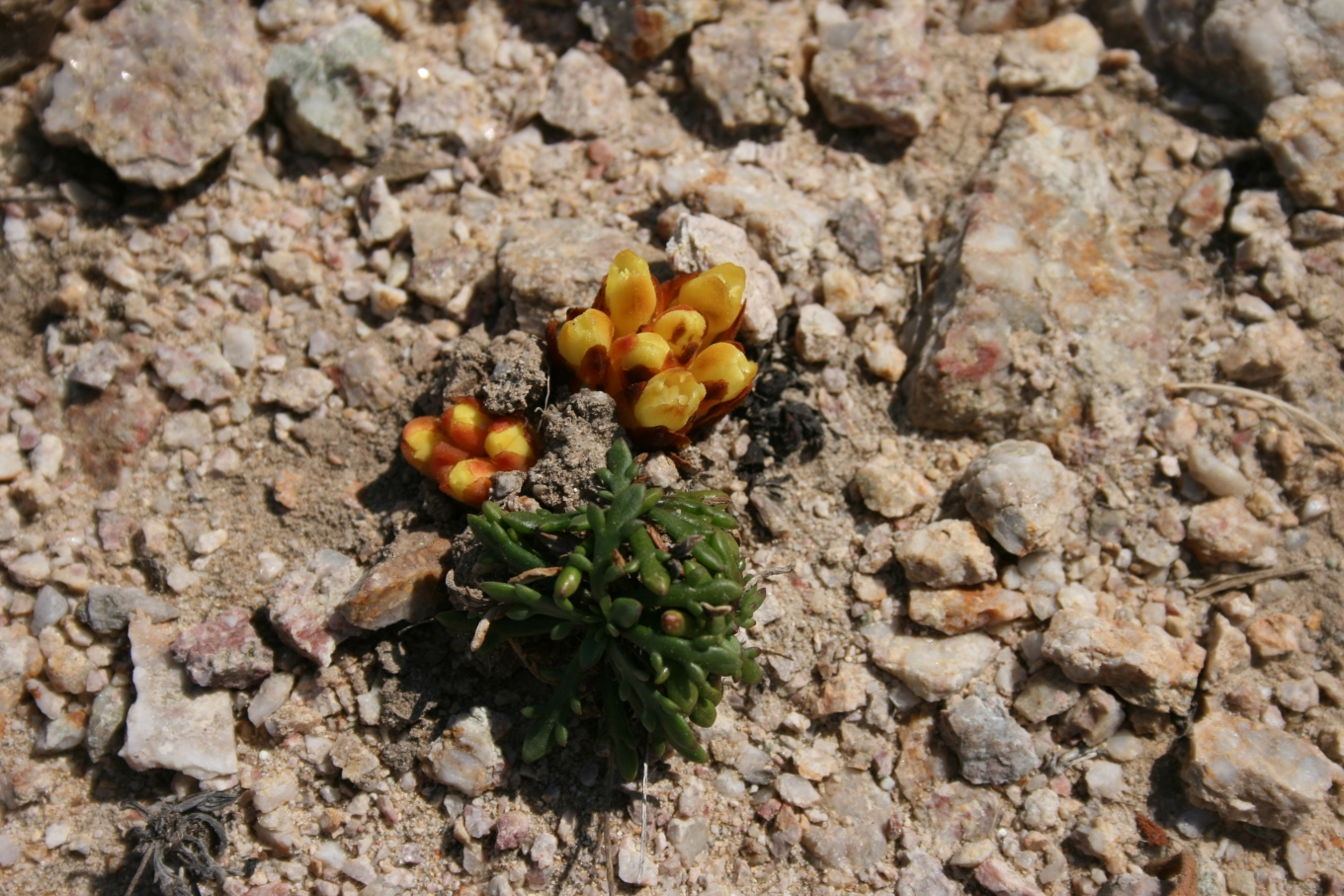
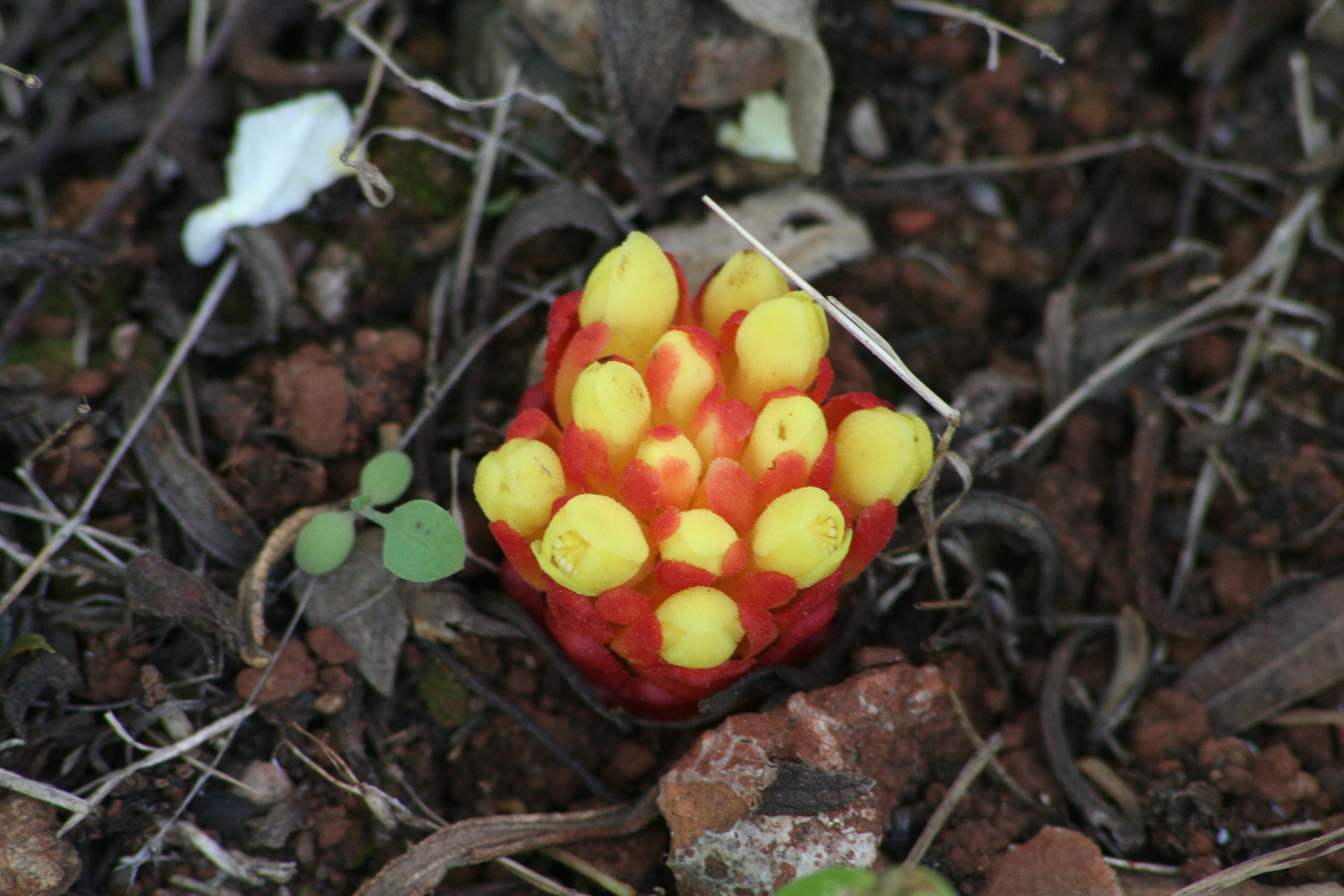
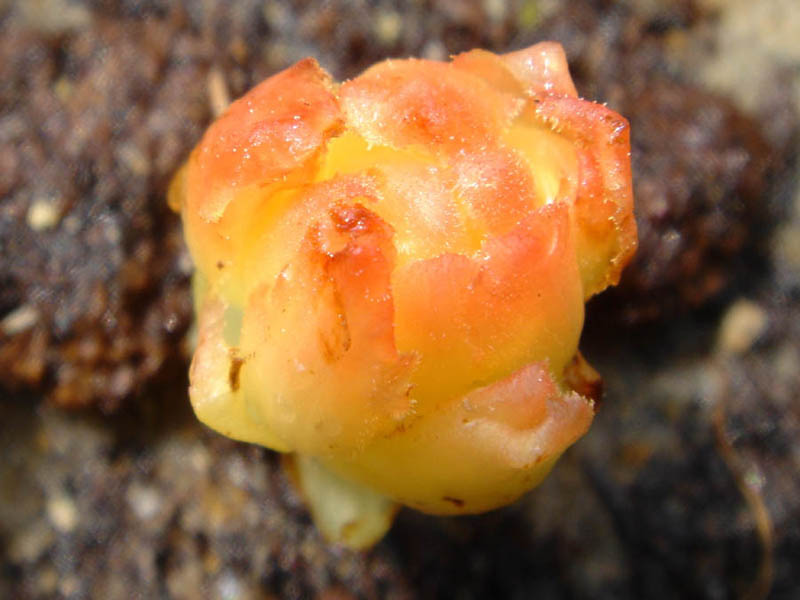
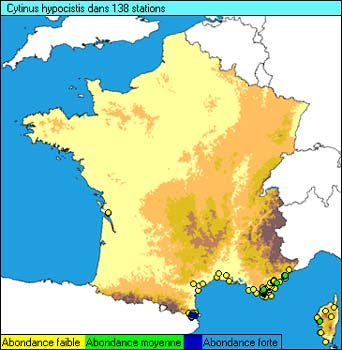
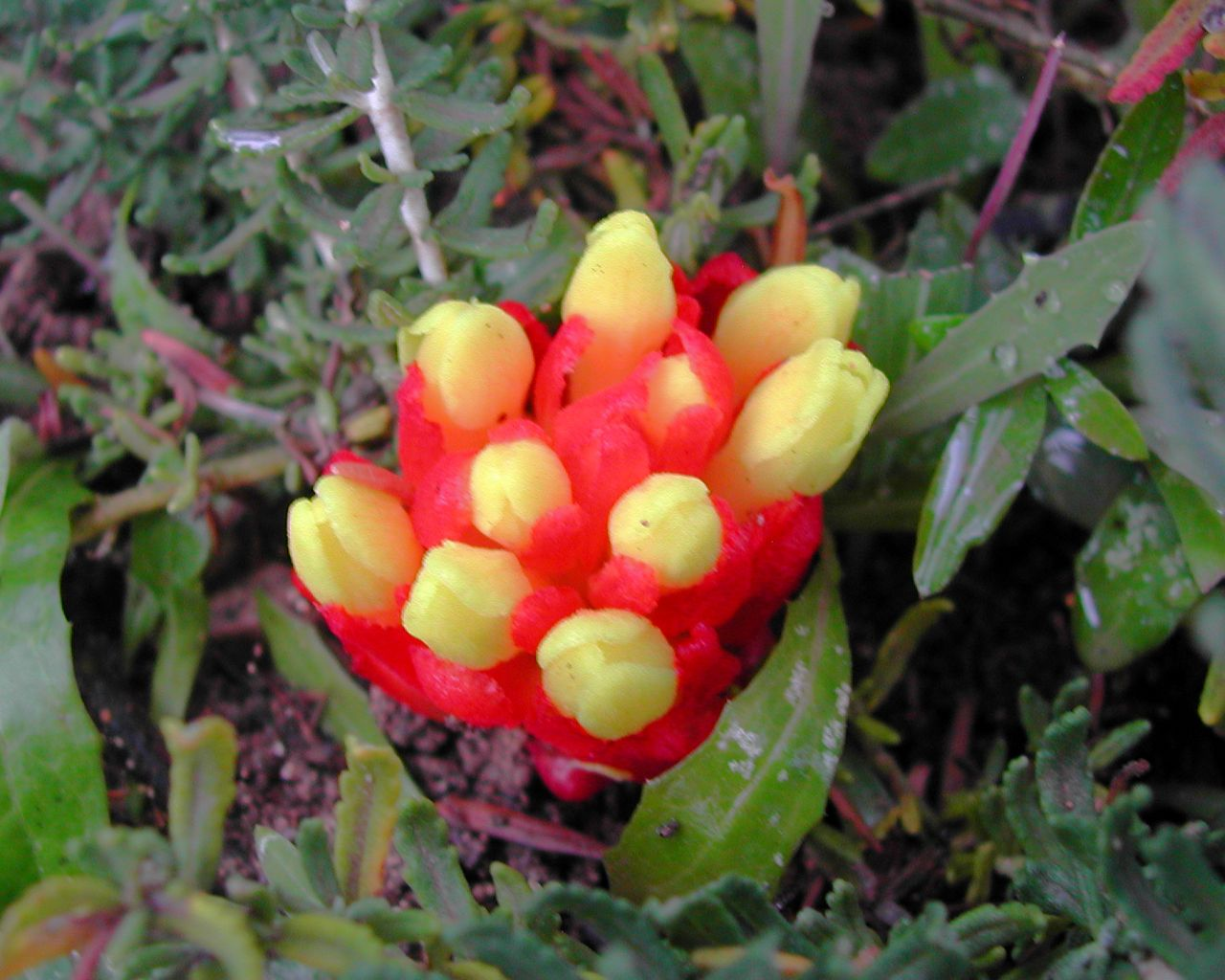